# Santiago del Campo (pintor)

Mosaico conmemorativo del Mundial de Fútbol de 1982 situado en la fachada principal del Estadio Ramón Sánchez Pizjuán, obra de Santiago del Campo.

Santiago del Campo (Córdoba, 1928-Sevilla, 7 de octubre de 2015) fue un pintor, ceramista y muralista español. Muy joven se trasladó a Sevilla donde ha desarrollado la mayor parte de su obra. En esta ciudad inició estudios de derecho que abandonó en 1946 tras quedar impresionado por una exposición de Baldomero Romero Ressendi, decidiéndose por la carrera de Bellas Artes, durante la cual fue compañero de Carmen Laffón y José Luis Mauri. Tras residir un tiempo en París y Roma, se instaló en España.
Entre sus obras más conocidas se encuentra el gran mural cerámico de 480 metros cuadrados que decora la fachada del Estadio Ramón Sánchez-Pizjuán, los seis paneles de cerámica que decoran la Central Depuradora de Aguas de El cuartillo, situada entre Jerez de la Frontera y la Barca de la Florida, en la provincia de Cádiz, y los murales interiores de difierentes viviendas privadas del barrio de Los Remedios en Sevilla, algunas de ellas situadas en la Plaza de Cuba y la Avenida de la República Argentina.
También ha realizado escenografías teatrales y murales, así como la decoración interior de diversos templos, como el del Polígono de San Pablo de Sevilla. Fue el autor del cartel de la Semana Santa de Sevilla del año 2001.

Dejó tres hijos y tres hijas, todos vinculados con el mundo artístico. El primogénito de sus hijos, Claudio, fotógrafo; Aquiles, saxofonista, miembro del grupo ochentero sevillano, Círculo Vicioso; Gautama, también saxofonista; Diana Peñalver, que lleva el apellido de su madre, actriz; Salomé, que además de pintora, es profesora en el IES Saltés de Punta Umbría; y Alejandra, que también es pintora.